# Newbiggin, Blanchland
Newbiggin är en ort i civil parish Blanchland, i grevskapet Northumberland i England. Orten är belägen 14 km från Hexham. Newbiggin var en civil parish 1866–1887 när det uppgick i Blanchard. Civil parish hade 77 invånare år 1881.